# Molpa spathulata
Molpa spathulata är en insektsart som först beskrevs av Bolívar, I. 1900.  Molpa spathulata ingår i släktet Molpa och familjen vårtbitare. Inga underarter finns listade i Catalogue of Life.